# Træ (datastruktur)
 For alternative betydninger, se Træ. (Se også artikler, som begynder med Træ)
Træet som datastruktur bruges i mange sammenhænge. De bruges både i forbindelse med opbevaring af data og i forbindelse med sortering. Fordelen ved en træstruktur er, at den er fleksibel og kan bruges forholdsvis effektivt både til sekventiel gennemlæsning af data og til direkte opslag. Et træ vises som regel med roden øverst og med grene, der vokser ned ad.
Filsystemer er ofte lavet så filerne kan tilgås i en træstruktur hvor mapper kan have undermapper.
Alle træer er acykliske grafer, selvom ikke alle acykliske grafer er træer.

## Terminologi
Der bruges en række ord med specielle betydninger, når det drejer sig om træstrukturer.
- En knude indeholder information og referencer til andre knuder.
- Roden er den knude som er udgangspunktet for træet. Den er rød på figuren.
- En gren, eller kant, forbinder to knuder.
- Et blad eller en bladknude er en knude, der ikke refererer til knuder længere nede i træet. De er vist som grønne på figuren.
- Et undertræ består af en knude og alle knuder, der er referencer til herfra. Det gælder både direkte og indirekte referencer.
- Højden for et træ/undertræ er det maksimale antal knuder, man kan tælle fra træets/undertræets rod i retning af bladknuderne.

## Gængse træstrukturer
- Binært søgetræ
- Rød-sort træ
- AVL-træ
- B-træ
- B+-træ
- Binær hob
- IPR-træ
- Document Object Model

| Programmering | Spire Denne artikel om datalogi eller et datalogi-relateret emne er en spire som bør udbygges. Du er velkommen til at hjælpe Wikipedia ved at udvide den. |